# Jamides malaguna
Jamides malaguna är en fjärilsart som beskrevs av Ribbe 1899. Jamides malaguna ingår i släktet Jamides och familjen juvelvingar. Inga underarter finns listade i Catalogue of Life.